# Віксон-Веллі (Техас)
Віксон-Веллі (англ. Wixon Valley) — місто (англ. city) в США, в окрузі Бразос штату Техас. Населення — 228 осіб (2020).

## Географія
Віксон-Веллі розташований за координатами 30°46′11″ пн. ш. 96°19′20″ зх. д. / 30.76972° пн. ш. 96.32222° зх. д. (30.769712, -96.322241).  За даними Бюро перепису населення США в 2010 році місто мало площу 4,70 км², з яких 4,65 км² — суходіл та 0,05 км² — водойми.

## Демографія
Згідно з переписом 2010 року, у місті мешкали 254 особи в 95 домогосподарствах у складі 77 родин. Густота населення становила 54 особи/км².  Було 101 помешкання (21/км²).
Расовий склад населення:
| - 85,0 % — білих - 10,2 % — чорних або афроамериканців - 0,4 % — корінних американців - 2,0 % — осіб інших рас |

До двох чи більше рас належало 2,4 %. Частка іспаномовних становила 9,8 % від усіх жителів.
За віковим діапазоном населення розподілялося таким чином: 26,4 % — особи молодші 18 років, 59,4 % — особи у віці 18—64 років, 14,2 % — особи у віці 65 років та старші. Медіана віку мешканця становила 42,0 року. На 100 осіб жіночої статі у місті припадало 89,6 чоловіків;  на 100 жінок у віці від 18 років та старших — 88,9 чоловіків також старших 18 років.
Середній дохід на одне домашнє господарство  становив 93 785 доларів США (медіана — 84 167), а середній дохід на одну сім'ю — 103 884 долари (медіана — 99 063). За межею бідності перебувало 0,8 % осіб, у тому числі 0,0 % дітей у віці до 18 років та 6,3 % осіб у віці 65 років та старших.
Цивільне працевлаштоване населення становило 140 осіб. Основні галузі зайнятості: освіта, охорона здоров'я та соціальна допомога — 25,7 %, роздрібна торгівля — 17,1 %, публічна адміністрація — 15,7 %.